# Eisenbahnunfall von Conneaut
An dem Eisenbahnunfall von Conneaut, der sich am 27. März 1953 in Conneaut, Ohio, USA, ereignete, waren drei Züge beteiligt. 21 Menschen starben.

## Ausgangslage
Die Strecke der New York Central Railroad war viergleisig: Zwei Gleise, eines für jede Richtung, wurden vom langsamen Verkehr, also meist von Güterzügen, genutzt, die beiden anderen Gleise, eines für jede Richtung, von schneller fahrenden Zügen, in der Regel also dem Personenverkehr. Im Bereich der Unfallstelle verkehrte zunächst ein Güterzug, kurz darauf fuhren, in gegenläufige Richtungen, zwei Fernverkehrszüge, der Mohawk in Richtung Westen und der Southwestern Limited nach Osten.

## Unfallhergang
Einer der Güterwagen des Güterzugs, ein Rungenwagen, war mit großen Rohren beladen. Beim Beladen waren diese um etwa 1,50 Meter zu hoch gestapelt und auch nicht ordnungsgemäß befestigt worden. Dies war auch unterwegs von keinem Mitarbeiter der Eisenbahn beanstandet worden. An der Unfallstelle lösten sich Rohre, fielen herunter und verkeilten sich zwischen dem fahrenden Zug und dem Nachbargleis. Dieses wurde dadurch um etwa 45 cm verschoben. Unmittelbar darauf befuhr der Mohawk mit etwa 120 km/h die Stelle und entgleiste. Trümmer der Rohre und des beschädigten Zuges fielen auch auf die beiden weiteren Gleise. Dort fuhr der Southwestern Limited mit etwa 110 km/h hinein und entgleiste ebenfalls. Nur die drei letzten Wagen verblieben im Gleis. Insgesamt wurden sieben Reisezugwagen zerstört.

## Wissenswertes
Eine ähnliche Unfallursache lag dem Eisenbahnunfall von Neustadt (Hessen) zugrunde.